# Бакстер, Ирвинг
И́рвинг Нот Ба́кстер (англ. Irving Knot Baxter; 25 марта 1876, Ютика, штат Нью-Йорк — 13 июня 1957, Ютика, штат Нью-Йорк) — американский (сиу по национальности) легкоатлет, двукратный чемпион и трёхкратный серебряный призёр летних Олимпийских игр 1900.
Получил образование в Пенсильванском университете. Основными его амплуа были прыжки с шестом и в высоту. В 1899 году он стал чемпионом Межколледжной ассоциации американских легкоатлетов-любителей в прыжке в высоту и чемпионом США по прыжку с шестом. В 1900 году Бакстер во время поездки в Париж на летние Олимпийские игры 1900 участвовал в чемпионате Великобритании по прыжку в высоту и победил в соревновании. Он защитил свой титул в следующем году.

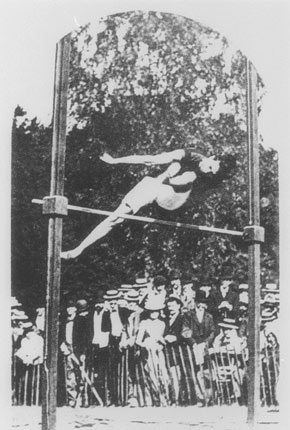
Ирвинг Бакстер во время Олимпийских соревнований по прыжку в высоту

На Играх 1900 он стал чемпионом в обеих своих дисциплинах, причём оба раза побив олимпийский рекорд — в прыжке в высоту новым достижением стал результат 1,90 м, а в прыжке с шестом — 3,30 м. Также Бакстер соревновался в прыжковых дисциплинах с места — прыжок в высоту, в длину и тройной прыжок. Все три раза он занимал второе место, каждый раз проигрывая своему соотечественнику Рею Юри.
После Игр Бакстер становился пятикратным чемпионом США по прыжку с шестом с 1907 по 1910 и 1912 года.